# 八木亜希子
八木 亜希子（やぎ あきこ、1965年6月24日 - ）は、日本のフリーアナウンサー、タレント、司会者、ニュースキャスター、女優。フォニックス所属。元フジテレビアナウンサー。かながわ観光親善大使。

## 来歴・人物
静岡県引佐郡三ケ日町（現在の静岡県浜松市浜名区三ヶ日）で生まれ、神奈川県横浜市に移る。横浜雙葉中学校・高等学校卒業。在学中は英語部に所属。早稲田大学第一文学部哲学科心理学専修卒業後、1988年、フジテレビにアナウンサーとして入社。同期入社は有賀さつき、河野景子、青嶋達也。後に、日本テレビのアナウンサー試験も同時に受けて不合格になっていたことを明かしている。
様々なジャンルの番組をオールラウンドに担当し、1990年代を代表するフジテレビの看板アナウンサーとして長く活躍した。ドラマ出演やCDデビューなど、アナウンス以外の活動もあったが、2000年3月末に退社。後に共同テレビジョン所属のフリーアナウンサーに。タレント・女優としても活動し、テレビCM・ドラマ・映画などに出演。
2002年10月、大学時代の同級生である会社員と結婚。その後アメリカニューヨーク、カリフォルニア州サンノゼに渡る。アメリカ滞在中、カリフォルニア州のディアンザカレッジにてESLのクラスを受け、2007年にサンタクララ大学大学院へ入学するが、帰国することになり半年で休学、帰国した。
明石家さんまとともに司会を務める『明石家サンタの史上最大のクリスマスプレゼントショー』は、フジテレビアナウンサー時代の1990年から続いている。
2008年10月30日、古巣のフジテレビ、共同テレビ、セント・フォースが共同で設立したアナウンサー・プロダクションフォニックスに移籍。2009年4月からは、フジテレビで夕方のニュースを担当していた経験を買われ、フジテレビ退社以来9年ぶりに夜のニュース『BSフジLIVE プライムニュース』のメインキャスターを務めた。
フジテレビ退社後まもなく出演した映画『みんなのいえ』（2001年）ではヒロイン役に抜擢され、日本アカデミー賞新人俳優賞を受賞した。映画評論家の前田有一は「日本アカデミー賞は国内の映画賞でも本流。同じ年に妻夫木聡や柴咲コウが選ばれていることからも分かるように、俳優としての素質があると評価された証しでしょう」、同作監督の三谷幸喜も「芝居はハッキリ言って下手ですが、それを補って余りあるものを醸し出している」とそれぞれ女優としての八木を評している。女優業に関してはジェイアイプロモーションと業務提携している。
2019年12月24日、線維筋痛症との診断を受けたことを明らかにし、治療のため休養に入ることを報告した。2020年10月3日、『LOVE&MELODY』（ニッポン放送）で番組復帰した。

## 出演番組

### テレビ（ドラマ以外）
〇は、出演継続中。
- 〇明石家サンタの史上最大のクリスマスプレゼントショー（フジテレビ）1990年12月25日 -（毎年イブの深夜）
- 〇八木亜希子のおしゃべりミュージアム（BSフジ）2013年10月 - 2023年10月
- 〇〜週刊シティプロモーション〜ご当地サタデー♪（J:COMチャンネル） - 2015年10月 - 2020年3月以降不定期
- 三陸・常磐 うみうまトリップ (BSフジ) 2023年10月-
- おいしさのカタチ（BSテレ東） - 2018年10月 - 2021年3月
- FNS春の祭典2000（フジテレビ） - 2000年4月5日
  - FNS秋の祭典2000（フジテレビ） - 2000年10月4日
- ザ・ロングインタビュー（BSフジ） - 2000年12月 - 2003年3月
- 爆笑そっくりものまね紅白歌合戦スペシャル（フジテレビ） - 2000年12月 - 2002年12月
- FNN報道特別番組 皇太子妃雅子さまご出産（フジテレビ） - 2001年12月1日（安藤優子と共同司会）
- 浅田美代子と八木亜希子・ニューヨークに暮らしたーい!?（テレビ朝日） - 2006年1月15日
- 浅田美代子と八木亜希子・ ロサンゼルスに暮らしたーい!? （テレビ朝日） - 2006年5月27日
- リュウイン先生の楽食美人〜漢方レシピでヘルシーエイジング〜（BSフジ） - 2007年4月 - 2007年9月
- 明石家さんちゃんねる（TBS） - 2007年4月 - 2008年9月
- 久米宏のテレビってヤツは!?（毎日放送） - 2008年10月8日 - 2009年3月11日
  - クメピポ! 絶対あいたい1001人（毎日放送） - 2009年4月15日 - 2009年7月29日
- BSフジLIVE プライムニュース（BSフジ） - 月 - 金曜19:00 - 20:55（2009年4月1日 - 2014年3月27日）※月 - 木のメインキャスター
- 紅リサーチ（テレビ朝日） - 2014年10月 - 2015年3月
- 女の体当たりサーチ番組 なぜ?そこ?（テレビ朝日） - 2015年4月 - 2015年9月
- 聞きにくい事を聞く （テレビ朝日） - 2015年10月 - 2016年9月[9]
- 人生を変える7日旅♯23 八木亜希子・北海道の最果てへ〜稚内・宗谷岬・礼文島「家族」を見つめる旅〜（BS朝日） - 2015年9月
- ボディーミュージアム（NHK BSプレミアム） - 2018年5月30日・2018年9月13日
- オールスター感謝祭2019春（TBS） -  2019年4月6日

ほか多数

### テレビドラマ
- 女子アナ。 第1話（2001年1月9日、フジテレビ） - 女性アナウンサー 役
- 連続テレビ小説 あまちゃん（2013年4月18日 - 2013年9月28日、NHK総合） - 足立よしえ 役
- オリエント急行殺人事件（2015年1月11日・12日、フジテレビ） - 呉田その子 役
- 昼のセント酒（2016年4月 - 6月、テレビ東京） - 堂園翔子 役[10][11]
- 真田丸（2016年、NHK総合） - 小野お通 役
- カルテット（2017年1月 - 3月、TBS） - 谷村多可美 役
- トットちゃん!（2017年10月 - 12月、テレビ朝日） - 井上えつ 役[12]
- 陸王（2017年10月15日 - 12月24日、TBS） - ナレーション[13]
- 闇の伴走者～編集者の条件（2018年4月、WOWOW） - 南部加代子 役
- 黄昏流星群（2018年10月 - 12月、フジテレビ） - 水原聡美 役
- 集団左遷!!（2019年4月21日 - 6月23日、TBS） - 片岡かおり 役
- 持続可能な恋ですか?〜父と娘の結婚行進曲〜（2022年4月19日 - 6月21日、TBS） - 沢田陽子 役[14]
- 黄金の刻〜服部金太郎物語〜（2024年3月30日、テレビ朝日） - ナレーション
- 心はロンリー気持ちは「…」FINAL（2024年4月27日、フジテレビ）[15]
- 南くんが恋人!?（2024年7月16日 - 9月10日、テレビ朝日） - 南薫子 役
- アンサンブル（2025年1月18日 - 3月22日、日本テレビ） - 真戸原有紀 役[16]

### ラジオ
- 八木亜希子と垣花正のサウンドコレクション（ニッポン放送） - 2007年4月27日、2007年6月22日
- 垣花正のあなたとハッピー!（ニッポン放送） - 2007年12月11日、2008年1月10日 - 2009年3月26日※木曜パーソナリティ
- TOKYO CONCIERGE (J-WAVE) (2001年4月 - 2003年3月、2008年10月 - 2013年3月）
- 八木亜希子 Cafeどようび（ニッポン放送）2014年4月 - 2015年9月
- 八木亜希子 LOVE&MELODY（ニッポン放送　2015年10月3日 - ）
- オールナイトニッポンGOLD〜第42回日本アカデミー賞スペシャル〜（ニッポン放送） 2019年3月1日

### 映画
- RAMPO（松竹） - 1994年6月25日公開（河田町の御令嬢役）
- THE DOG OF FLANDERS フランダースの犬（松竹） - 1997年3月15日公開（ミレーヌ役） 声の出演
- お墓がない!（松竹） - 1998年2月7日公開（夢野役）
- みんなのいえ（東宝） - 2001年6月9日公開（準主役級）　『日本アカデミー賞』新人俳優賞
- THE 有頂天ホテル（東宝） - 2006年1月14日公開（客役）
- バブルへGO!! タイムマシンはドラム式（東宝） - 2007年2月10日公開（本人役）
- フライング☆ラビッツ（東映） - 2008年9月13日公開（キャビンアテンダント役）
- 容疑者Xの献身（東宝） - 2008年10月4日公開（ニュースキャスター役）
- 先生!、、、好きになってもいいですか?（ワーナー・ブラザース映画） - 2017年10月28日公開（島田遼子役）

### 舞台
- 江戸は燃えているか -2018年3月（新橋演舞場）
- 愛と哀しみのシャーロック・ホームズ - 2019年9月（世田谷パブリックシアター他）

### CM
- フュージョン・コミュニケーションズ
- サントリー（モルツ）
- 花王（クリアクリーン）
- 小林製薬（消臭シャボン）
- 東京三菱銀行（現・三菱UFJ銀行、五代目中村勘九郎（のちの十八代目中村勘三郎）と共演）

### 雑誌
- LOCATION JAPAN 「八木亜希子さんがインタビュー！」 2016年8月号-

### フジテレビアナウンサー勤務時

#### ニュース・情報番組
- FNNスーパータイム（お天気コーナー） - 1988年7月 - 1989年9月
- お天気チャンネル - 1988年10月 - 1989年9月
- FNNモーニングコール（月・火） - 1989年10月 - 1990年3月
- 今夜は好奇心!（リポーター） - 1990年4月 - 1991年3月
- アンテナホット7（月・火・水） - 1990年7月 - 9月
- FNN NEWSCOM（金） - 1990年10月 - 1991年3月
- プロ野球ニュース（日） - 1993年4月 - 1994年3月
- おはよう!ナイスデイ - （総合司会）1991年4月 - 1993年3月
- めざましテレビ - （初代総合司会(メインキャスター)）1994年4月 - 1998年3月
- めざましテレビ週末号 - （総合司会）1997年4月 - 1998年3月
- FNNスーパーニュース - （メインキャスター）1998年4月 - 2000年3月

#### バラエティ
- 出たMONO勝負
- VIDEOレイダース - 1989年 - 1990年3月
- 笑っていいとも! - 1989年 - 1990年6月（テレフォンアナウンサー）
- ビデオの王様 - 1990年4月 - 9月
- ビデオの女王様シリーズ - 1990年10月 - 1992年3月　店主・連樽明子 役
- 初詣!爆笑ヒットパレード - 1991年1月1日
- FNSスーパースペシャル1億人のテレビ夢列島 - 1991年7月20日（総合司会）
- ゴールド・ラッシュ! - 1991年10月 - 1993年3月
- 夜のヒットスタジオ・リターンズスペシャル - 1993年3月31日
- 平成教育テレビ - 1993年7月24日 - 25日（進行係）
- 殿様のフェロモン - 1993年10月 - 1994年3月
- 明石家さんまのスポーツするぞ!大放送 - 1993年 - 1997年（全11回）
- 新春かくし芸大会 - 1994年、1995年、1998年、1999年、2003年
- エンタメゆうえんち 東京移住計画 - 1995年10月 - 1996年3月
- ザッツお台場エンターテイメント! - 1997年3月31日
- 中村雅俊のゼッタイ!知りたがり - 1997年4月 - 1998年3月
- FNS30周年'99秋の祭典 - 1999年9月29日
- これが年の差なんてだろ!? - 2000年2月

### ゲーム
- 真説サムライスピリッツ 武士道烈伝 （小田桐圭役〔声優として出演〕）
- パワーリーグシリーズ
  - スーパーパワーリーグ3（プロ野球ニュースのキャスター〔声の出演〕）
  - スーパーパワーリーグFX（プロ野球ニュースのキャスター〔同僚の福井謙二と顔出しで出演〕）

## 著作
- 『その気持ちを伝えるために』文藝春秋、2013年12月25日。ISBN 978-4-16-390004-9。

## ディスコグラフィー

### シングル
- 「永遠のミスキャスト」作詞・石川あゆ子、作曲・山口美央子、唄・(八木亜希子、越智静香、中島宏海)、(ビデオの女王様II エンディングテーマ)。Q3は「ビデオの女王様II」に出演していた三人組によるグループ。発売日：1991年6月21日。ポニーキャニオン。
  - カップリング「女王様たちの夜」(ビデオの女王様II オープニングテーマ)、唄・Q3＋笠井信輔。